# Ixora stokesii
Ixora stokesii là một loài thực vật có hoa trong họ Thiến thảo. Loài này được F.Br. mô tả khoa học đầu tiên năm 1935.